# زياد مكوك
زياد مكوك (1943 - 19 أغسطس 2010) هو ممثل لبنانى.

## مسيرته
بدأ مشواره الفنى في 1968 بالسينما والتليفزيون اللبنانين وأدى أدوارا ثانوية مساعدة متنوعة، وفى الثمانينيات إتجه للعمل في التليفزيون والسينما المصرية.

### المسرح
دخل زياد إلى «مسرح شوشو» وقدّم لسنوات الكثير من المسرحيات، والتي وصل عددها إلى أكثر من ثلاثون مسرحية، حاكي من خلالها الواقع المعاصر، والوضع المعيشي والامني في البلاد العربية.
أتت الحرب واقفلت أبواب المسرح، مما اجبر زياد الى الإنتقال إلى القاهرة لتقديم العديد من الاعمال السينمائية، ثم عاد مرة أخري إعادة المسرح الشعبي، ومن أجله أضطر لبيع أثاث منزله، ولكن الحظ لم يحالفه، وبدأت مشاكله الصحية إلى أن تعرّض لأزمة قلبية، لازمته الفراش وتوفي في التاسع عشر من أغسطس عام 2010